# Gruzija u Ruskom Carstvu
Gruzija je bila dio Ruskog Carstva od 1801. do 1918. godine. Stoljećima, muslimansko Osmansko i Perzijsko Carstvo borili su se, preko različitih rascjepkanih gruzijskih kraljevstava i kneževina, ali se u 18. stoljeću pojavila treća imperijalna sila u regiji - Rusija. Kako je Rusija, poput Gruzije, bila pravoslavna država, Gruzini su sve više tražili rusku pomoć. Godine 1783. vodeće gruzijsko kraljevstvo postaje ruski protektorat, ali u neželjenom slijedu događaja 1801. godine izravno je pripojena Rusiji, te dobiva status gubernije (Gruzijska gubernija).
Sljedećih 117 godina Gruzija je sastavni dio Ruskog Carstva. Ruska vlast nudila je Gruzinima sigurnost od vanjskih prijetnji, ali često bješe gruba i neosjetljiva na lokalno stanovništvo. Do kraja 19. stoljeća, nezadovoljstvo ruskom vlašću dovodi do rasta nacionalnih pokreta. Rusko imperijalno razdoblje donijelo je dotad neviđene društvene i gospodarske promjene u Gruziju, s novim društvenim slojevima u nastajanju. Seljaci i radnici svoja nezadovoljstva izražavaju štrajkovima i pobunama, što je kulminiralo revolucijom 1905. godine. Povod revoluciji dali su socijalistički Menjševici, koji su postala dominatna politička snaga u Gruziji posljednjih godina ruske vlasti. Gruzija je konačno dobila nezavisnost 1918. godine. manje kao rezultat nacionalističkih i socijalističkih nastojanja, već kao rezultat raspada Ruskog Carstva.